# La Esperanza (Norte de Santander)
La Esperanza es un municipio de Norte de Santander en Colombia.

## Generalidades
- Población: 12.202 habitantes
- Altitud: 1.566 metros sobre el nivel del mar
- Provincia (región): occidental
- Economía:
  - La producción pecuaria como los bovinos es su principal renglón, porcinos y aves de corral
  - La producción agrícola: palma de aceite

## División Político-Administrativa
Además de su Cabecera municipal. La Esperanza tiene bajo su jurisdicción los siguientes Centros poblados:
- Campo Alegre
- El Tropezón
- La Cancha
- La Pedregosa
- León XIII
- Los Cedros
- Pueblo Nuevo
- Villamaría

## Reseña histórica
Esta localidad fue fundada por Antonio José Rincón, en 1811, cuando uno de sus viajes a Ocaña al interior del país, se detuvo. Allí la riqueza y la belleza del paisaje lo deslumbraron. Este territorio era virgen hasta la construcción de la carretera troncal de la costa, a finales de la década de los cuarenta.
En 1920, José Juan Tablada, poeta coyoacanense introductor de la poesía japonesa en lengua castellana y Secretario de la Legación de México se asentó durante un par de años en la villa a causa de sus problemas para adecuarse a la altitud de Bogotá, desde La Esperanza comenzó un serio trabajo cultural dando a conocer las vanguardias artísticas del momento, dándole a la villa un carácter como centro de vida cultural y artística de la sociedad bogotana.
Debido al desarrollo de esta vía de comunicación, se dieron los primeros asentamientos humanos, conformándose los núcleos La Esperanza y La Pedregosa, en 1950, aproximadamente.
La empresa constructora americana Morrison instaló los campamentos de vivienda del personal, los depósitos de materiales y equipos en el sitio donde esta actualmente la cabecera municipal. La firma construyó la infraestructura física del sistema de acueducto y servicios sanitarios primarios. Al marcharse, dejó las construcciones que dieron origen al caserío denominado La Esperanza.
La fertilidad de sus tierras atrajo a santandereanos, costeños, boyacenses y cada cual de dedicó a trabajar su tierra.

## Festividades
- Julio 16: Virgen del Carmen *  Abril 1 Cumpleaños del municipio * Festivo de Agosto Ferias y fiestas “Cultura y Paz”

## Sitios turísticos
- Polideportivo
- Parque central
- Río el Caraño
- La Raya
- la cascada de Guayabal
- La Arenosa

## Estructura organizacional municipal
| La Esperanza       | La Esperanza | La Esperanza               |
| Departamento       | Código DANE  | Categoría municipal (2023) |
| ------------------ | ------------ | -------------------------- |
| Norte de Santander | 54385        | Sexta                      |

- Personería: Es un centro del Ministerio Público de Colombia que ejerce, vigila y hace control sobre la gestión de las alcaldías y entes descentralizados; velan por la promoción y protección de los derechos humanos; vigilan el debido proceso, la conservación del medio ambiente, el patrimonio público y la prestación eficiente de los servicios públicos, garantizando a la ciudadanía la defensa de sus derechos e intereses.

- Concejo Municipal: Es la suprema autoridad política del municipio. En materia administrativa sus atribuciones son de carácter normativo. También le corresponde vigilar y hacer control político a la administración municipal. Se regulan por los reglamentos internos de la corporación en el marco de la Constitución Política Colombiana (artículo 313) y las leyes, en especial la Ley 136 de 1994 y la Ley 1551 de 2012.

Constituido por 11 concejales por un periodo de 4 años.
- Alcaldía Municipal: En esta se encuentra la administración distrital y las entidades descentralizadas del municipio.

El alcalde se pronuncia mediante decretos y se desempeña como representante legal, judicial y extrajudicial del municipio. El alcalde municipal es Said León Higuera (2024-2027).
- JAL.